# NGC 3117
NGC 3117 ist eine elliptische Galaxie vom Hubble-Typ E0 im Sternbild Sextant südlich der Ekliptik. Sie ist schätzungsweise 296 Millionen Lichtjahre von der Milchstraße entfernt und hat einen Durchmesser von etwa 85.000 Lj.
Das Objekt wurde am 15. März 1877 von Édouard Stephan entdeckt.